# Festival viking de Catoira
Le festival viking de Catoira (Romaría viquinga de Catoira en galicien) est célébré dans la commune de Catoira (Espagne) chaque premier dimanche d'août depuis 1961. 
Les festivités se déroulent aux alentours des ruines du Castellum Honesti, aujourd'hui connu sous le nom de Torres de Oeste (« Tours d'Ouest »),. Le festival commémore le rôle de Catoira dans la défense de la Galice contre les Vikings qui tentèrent de piller le trésor de la cathédrale de Saint-Jacques-de-Compostelle. Il s'agit également d'une reconstitution des raids vikings qui se sont déroulés aux VIIIe et IXe siècles,.